# Igreja de São Juliano dos Flamengos
San Giuliano dei Fiamminghi (em neerlandês:  Sint-Juliaan-der-Vlamingen, em francês:  Saint-Julien des Flamands) ou Igreja de São Juliano dos Flamengos é uma igreja titular de Roma, Itália, dedicada a São Juliano, o Hospitalário. É, historicamente, a igreja nacional dos Países Baixos do Sul e, de 1830 em diante, do Reino da Bélgica na cidade.
Segundo a tradição, a igreja foi construída quando os Flandres se converteram ao cristianismo durante o pontificado do papa Gregório II (r. 715–753). A pequena igreja é parte de um edifício romano que já foi um dia o hospício de São Juliano dos Flamengos, construído para abrigar peregrinos do Condado dos Flandres (Bélgica). Seu nome oficial desde 1979 é "Real Igreja Fundação Belga de São Juliano dos Flamengos" em neerlandês:  Koninklijke Belgische kerk en stichting Sint-Juliaan der Vlamingen, em francês:  Eglise et fondation royale belge  Saint Julien des Flamands).
No Consistório de 26 de novembro de 1994, Jan Pieter Schotte foi nomeado primeiro cardeal-diácono da diaconia de São Juliano dos Flamengos. O atual cardeal-protetor é Walter Brandmüller, presidente-emérito do Pontifício Comitê das Ciências Históricas.

## Fundação de São Juliano
Logo depois de sua conversão, peregrinos germânicos começaram a chegar em Roma para visitar os santuários de São Pedro e São Paulo. Estalagens foram construídas para abrigá-los e alimentá-los: pequenos hospícios para saxões, lombardos, frísios e francos foram construídos perto da Antiga Basílica de São Pedro, de Constantino I, como o ainda existente Campo Santo dos Teutônicos e Flamengos). Segundo a tradição, a fundação do hospício de São Juliano se deu no século VIII, quando os Flandres foram convertidos ao cristianismo na época do papa Gregório II. Em 1096, Roberto II, conde de Flandres visitou o hospício a caminho da Terra Santa, durante a Primeira Cruzada.

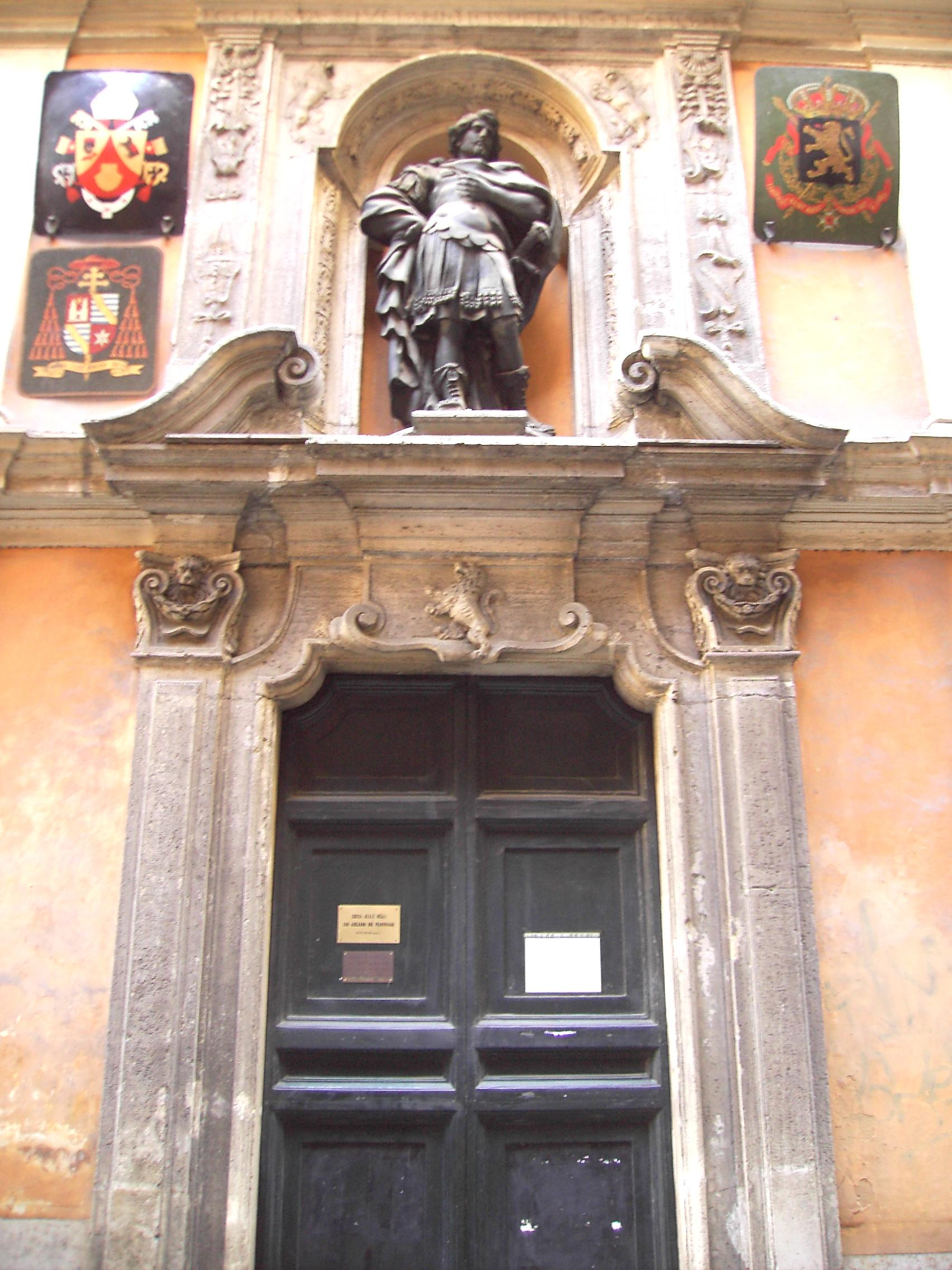
Vista da porta principal e a estátua de São João, o Hospitalário, patrono da igreja.

A primeira referência histórica para uma "Capela de São Juliano" data do início do século XV. Nesta época, os papas já haviam retornado para Roma depois do longo período de exílio em Avinhão. O retorno da corte papal para Roma atraiu muitos estrangeiros para a cidade e logo os Países Baixos criaram sua própria infraestrutura para receber o crescente número de peregrinos. É deste período um dos mais antigos escritos de São Juliano, do qual uma época ainda existe: os estatutos e regulamentos do hospício, de 1444.
A partir de 1624, o hospício de São Juliano manteve um cuidadoso registro de todos os peregrinos flamengos e holandeses que visitaram Roma. Até 1790, 21 213 receberam abrigo, principalmente da região de Flandres, mas também de Artois, Namur, Hainaut, Tournai e Cambrai.
Por influência dos papas renascentistas, Roma tornou-se um centro mundial de cultura, um imã para pintores, escultores, músicos e acadêmicos. Apoiados por fundações como a de São Juliano, Roma tornou-se um destino de imigração para os flamengos entre os séculos XV e XVII. Sapateiros, carpinteiros, ourives, alfaiates e soldados encontraram emprego e uma nova casa na capital italiana. Os ricos flamengos de Roma, o alto clero, comerciantes, artesãos e artistas de renome tornaram-se membros do conselho do hospício e se associaram a Confraternidade de São Juliano, que fomentava tanto a dimensão religiosa quanto a material da comunidade. Ela adquiriu muito prestígio em 1536, quando o imperador do Sacro Império Romano-Germânico Carlos V, nascido em Ghent, se associou.
Embora inicialmente o estatuto da fundação restringisse os membros de seu corpo diretivo a flamengos do Condado de Flandres, pessoas de outras partes dos Países Baixos do Sul (Antuérpia, Tournai, Binche) gradualmente passaram a apoiar o funcionamento de São Juliano. Os diretores do hospício começaram a receber apoio financeiro de todas as regiões do país. Com o tempo, a pequena igreja de São Juliano tornou-se mais do que um centro para apoio material e passou a servir como ponto de encontro para toda a comunidade vivendo em Roma.
No início da Idade Moderna, o escopo do hospício se ampliou quando ele se tornou um centro social e fonte de apoio financeiro para os flamengos da cidade, promovendo negócios entre eles. Comerciantes de origem flamenga passaram a atuar como patronos de artistas flamengos. Ativo na administração de São Juliano entre 1618 e 1643, o banqueiro Pieter de Visscher, nascido em Oudenaarde, contratou o pintor barroco flamengo Cornelis Schut para decorar com afresco sua casa em Frascati. Artistas renomados como Jan Miel e Louis Cousin ("il Primo Luigi Gentile", de Bruxelas) eram membros do conselho de São Juliano. O mais importante patrocinador da fundação nesta época foi Nicholas Haringhe, um farmacêutico de Ypres que deixou toda a sua fortuna no final do século XVII para São Juliano. Em 1695, ele encomendou a atual pintura no altar-mor ao seu amigo Theodor Helmbreker.
A antiga organização da fundação de São Juliano desapareceu quando os franceses se apoderaram dela entre 1798 e 1814, durante a ocupação napoleônica de Roma. A igreja foi oficialmente transferida para o Reino da Holanda e, depois, para o Reino da Bélgica.
O patrimônio da fundação consiste hoje em três prédios de apartamentos dos séculos XVIII e XIX e sua receita vem do aluguel dos 35 apartamentos. Ela não recebe nenhum tipo de ajuda oficial do governo federal belga, mas seu propósito permanece o mesmo desde a Idade Média: oferecer ajuda e hospitalidade a peregrinos, compatriotas que residam em Roma ou que estejam visitando a cidade.

## Interior

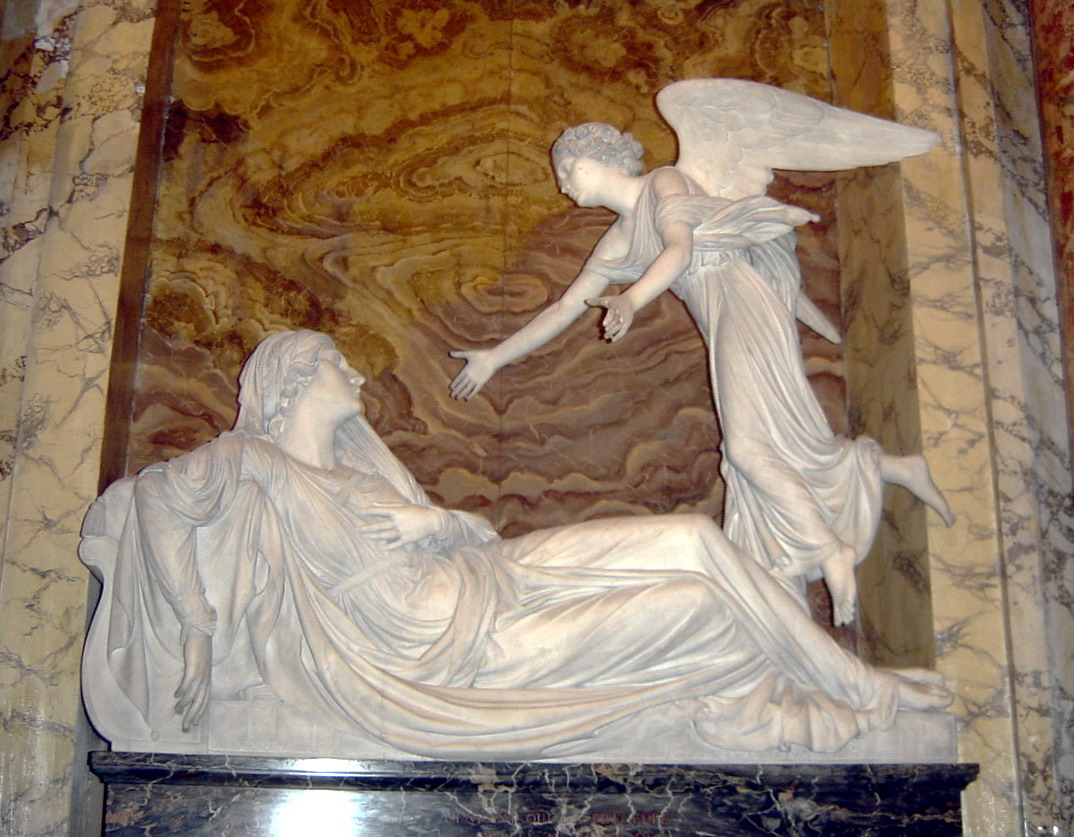
Monumento funerário da Condessa de Celles (1828), por Mathieu Kessels.

O hospício foi completamente reformado em 1681-2. Inspirado por Sant'Andrea al Quirinale, de Bernini, a igreja foi reconstruída em formato octogonal ovalado no século XVIII. Antonio Maria Borioni (m. 1727) projetou e coordenou a construção da nova igreja, ajudado por seu irmão, Asdrubal Borioni, e a maior parte das obras de arte hoje na igreja são do início do século XVIII. O medalhão central da abóbada é "Glória de São Juliano, o Hospitalário", um afresco pintado em 1717 pelo inglês William Kent, que seria depois conhecido como projetistas de jardins ingleses e arquiteto da realeza.
O medalhão está rodeado por quatro figuras alegóricas representando os "Quatro Membros" (Flandres, Bruges e Brugse Vrije, Ghent e Ypres). Pintado em 1743 por Maximilian Dhaese, a pintura sobre um dos altares laterais é "São Pedro e São Paulo".

## Exterior
A fachada barroca está decorada com uma estátua de São João, o Hospitalário, logo acima da porta principal. Os escudos dos "Quatro Membros" rodeiam o medalhão e adornam a fachada sob a seguinte inscrição: ECCLESIA S. GIULIANI HOSPITALIS FLANDRIAE. Acima da entrada, uma outra inscrição em latim resume a história do edifício até 1785.